# Peter Harman
Peter C. Harman (ur. 1 marca 1973 w Quincy, Illinois) – amerykański duchowny katolicki, rektor Papieskiego Kolegium Północnoamerykańskiego od 2016.

## Życiorys
Święcenia kapłańskie otrzymał 17 lipca 1999. Został inkardynowany do diecezji Springfield w Illinois.
1 lutego 2016 został rektorem Papieskiego Kolegium Północnoamerykańskiego w Rzymie. 